# Sesnandus
Sesnandus, Sesnand ou Sisenand est un prélat du Haut Moyen Âge, onzième évêque connu de Nîmes de 784 à 788,,.